# Daniele Crespi

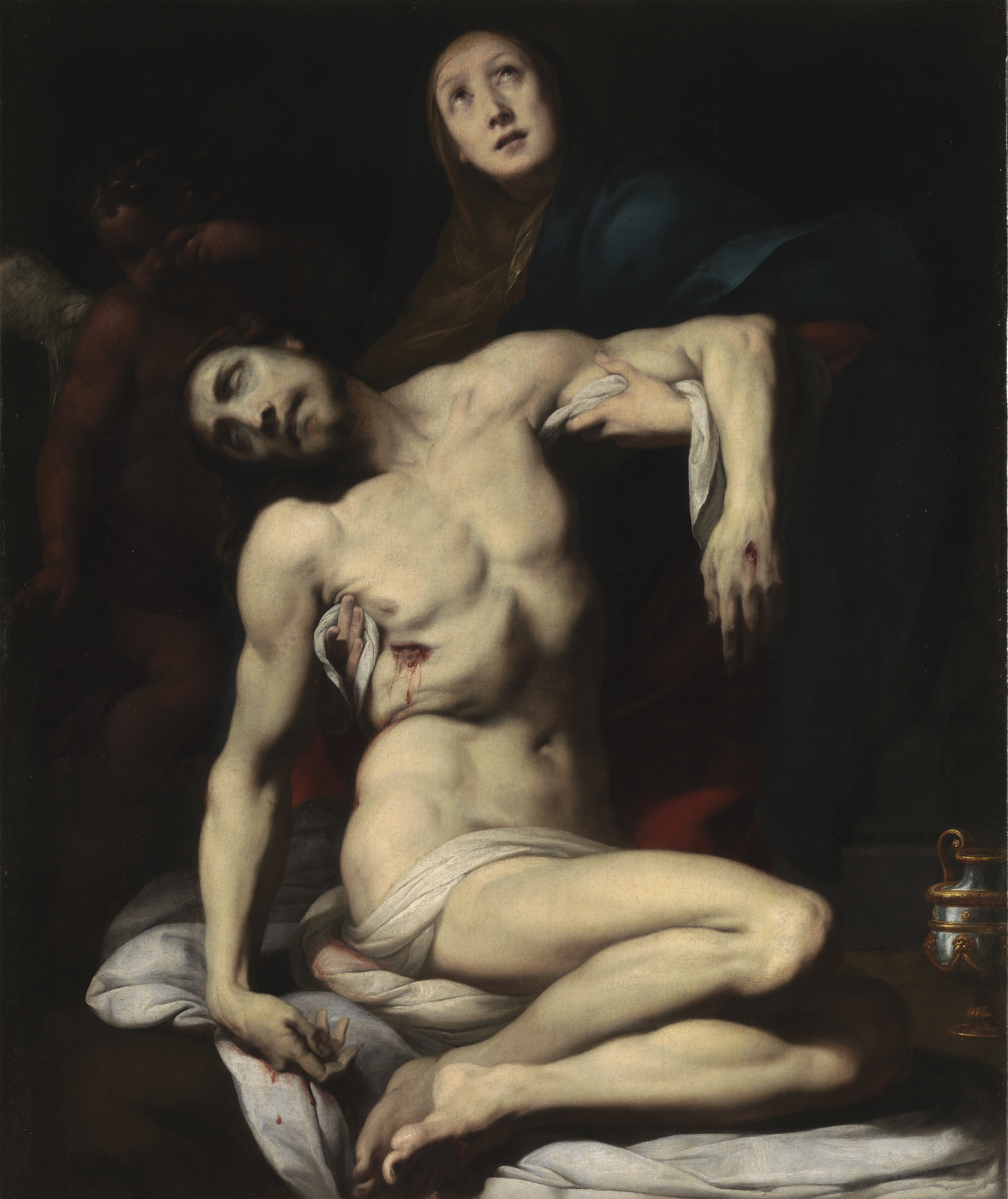
Pietà, 154 × 128 cm, Prado, Madrid, 1626

Daniele Crespi (* um 1597 in Busto Arsizio, Varese; † 19. Juli 1630 in Mailand) war ein italienischer Maler und Freskant des Frühbarocks.

## Leben
Sein Geburtsdatum ist nicht bekannt, aufgrund der Altersangabe von 33 Jahren bei seinem Tode wird jedoch allgemein als Geburtsjahr 1597 angegeben. Daniele war ein Sohn des Gaspare Crespi und verwandt mit dem berühmten Maler Giovanni Battista Crespi, gen. Cerano, von dem er ebenso wie von Giulio Cesare Procaccini, auch stilistisch beeinflusst ist. Dabei zeigt Daniele jedoch eine stärkere Betonung des Disegno mit plastisch herausgearbeiteten Figuren und eine gewisse Direktheit und teilweise Dramatik im Ausdruck.
Crespi erhielt zahlreiche Aufträge von Kirchen in Mailand. Als sein frühestes Werk gelten die 1619 entstandene und nur schlecht erhaltene Kuppeldekoration in San Vittore al Corpo in Mailand, sowie drei Bilder in der dortigen Cappella di Sant’Antonio.
1621 schuf er (ebenfalls schlecht erhaltene) Fresken in der Cappella dell’Annunciata in Sant’Eustorgio (Mailand), und trat im September desselben Jahres in die neugegründete und von Cerano geleitete Accademia Ambrosiana ein – aber schon am 7. Januar 1622 war er offenbar wieder ausgetreten.

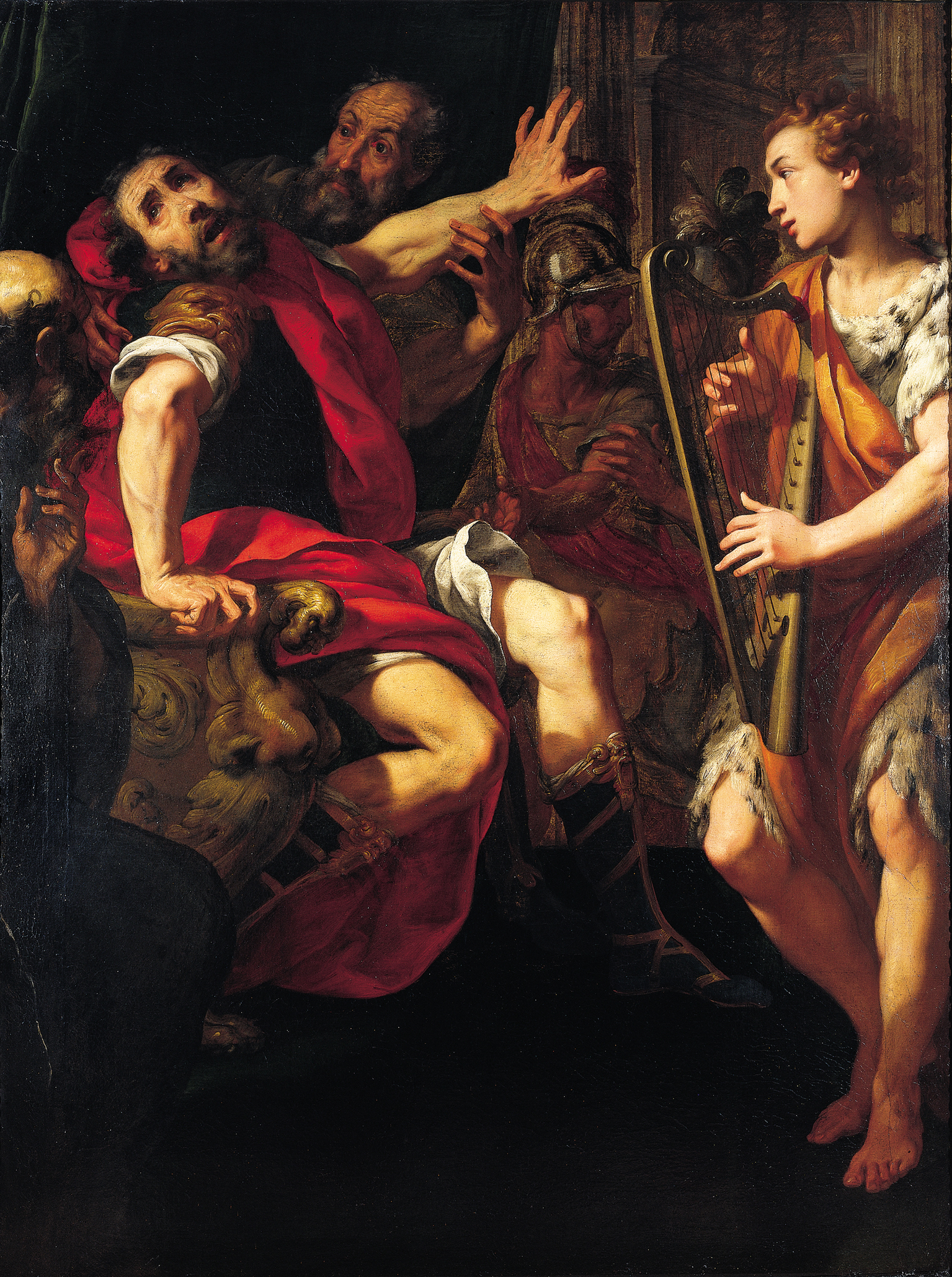
David musiziert für den rasenden König Saul, 183 × 138,5 cm, Privatsammlung

Zu den dokumentierten Werken gehören auch ein 1623 für San Protaso ad monachos geschaffener Zyklus aus dem Leben des hl. Johannes und ein Gemälde des toten Christus, die sich heute in der Kirche San Giovanni in seinem Geburtsort Busto Arsizio befinden.
Mehrere Bilder malte er für Santa Maria della Passione in Mailand, darunter die berühmte Fastenmahlzeit des hl. Carlo Borromeo, eine große Kreuzabnahme und die Orgelflügel mit der Fußwaschung.
Nur wenige Bilder von Daniele Crespi sind datiert und aufgrund seiner schnellen stilistischen Entwicklung und nicht zuletzt wegen seines kurzen Lebens besteht oft Uneinigkeit über die zeitliche Einordnung seiner Werke. Datiert sind das Martyrium des hl. Markus von 1626 in der Kirche San Marco von Novara und das Altarbild der Verklärung Christi mit Heiligen (Cristo in gloria e santi) von 1628 in der Certosa di Pavia.
Als reifes Meisterwerk Crespis gilt seine Pietà im Prado, die sogar Jusepe de Ribera als Vorbild diente und schon früh nach Spanien gelangte. Ebenso zu seinen Hauptwerken werden das Gemälde der hl. Katharina in der nördlichen Sakristei des Mailänder Domes und der hl. Filippo Benizzi in der Galleria Ambrosiana gezählt.
In den Uffizien befindet sich ein Selbstporträt Daniele Crespis, das mit 1627 datiert ist. Andere Porträts sind ihm in den meisten Fällen nur zugeschrieben. Das Bildnis des Manfredo Settala in der Galleria Ambrosiana ist bereits seit dem 17. Jahrhundert als Werk von Crespi dokumentiert.

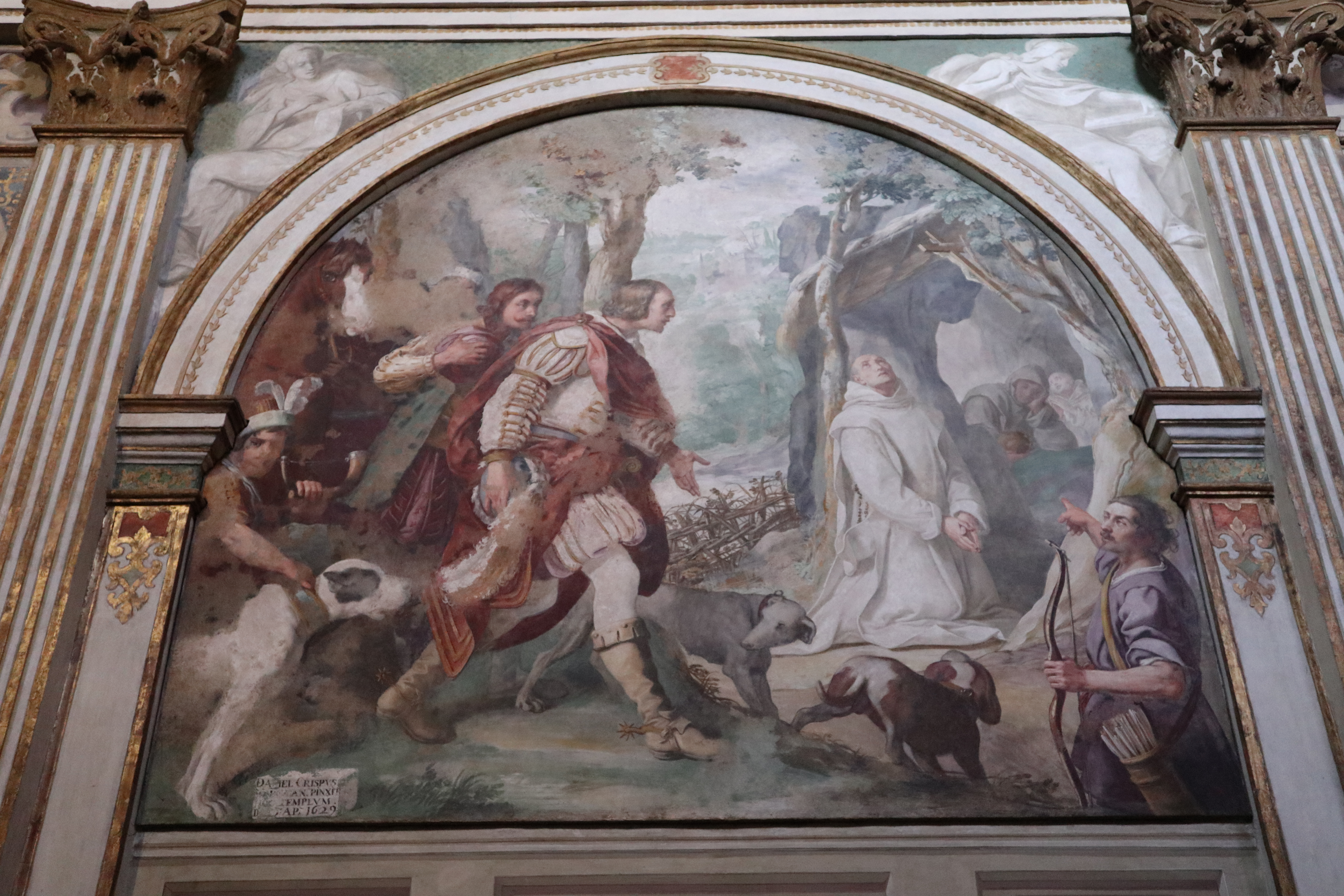
Ruggiero di Calabria begegnet dem hl. Bruno, Fresko in der Certosa di Garegnano, 1629

Ein weiteres Hauptwerk sind die am 5. April 1629 signierten und datierten Fresken in der Certosa di Garegnano (bei Mailand), mit einem Zyklus aus dem Leben des heiligen Bruno an den Wänden, und an der Decke heilige und selige Kartäuser und Engel mit den Figuren des auferstandenen Christus, der Hl. Magdalena und Johannes d. Täufers im Zentrum. Diese Fresken verraten Einflüsse von Lanfranco und Tiarini.
Die mit „Daniel Crispus Mediol. 1630“ signierten und wahrscheinlich unter deutlicher Beteiligung der Werkstatt entstandenen Fresken in der Certosa di Pavia sind sein wohl letztes Werk. Es handelt sich um einen weiteren Zyklus über den hl. Bruno und um Szenen aus dem Evangelium, sowie Figuren von Kartäusern, Evangelisten, Sibyllen und Propheten.

„Seine Farbengebung ist derjenigen von Carracci ähnlich. Das Kolorit ist sehr kräftig, sowohl in Öl als auch auf Kalk. Ansprechend ist insbesondere der seelenvolle Ausdruck in den Gesichtern seiner Heiligen.“

Daniele Crespi starb am 19. Juli 1630 infolge einer Pesterkrankung.
In seinem Geburtsort, im italienischen Busto Arsizio, ist das Gymnasium für Humanwissenschaft und Sprache, das Istituto di Istruzione Secondaria „Daniele Crespi“ nach ihm benannt.

## Bildergalerie

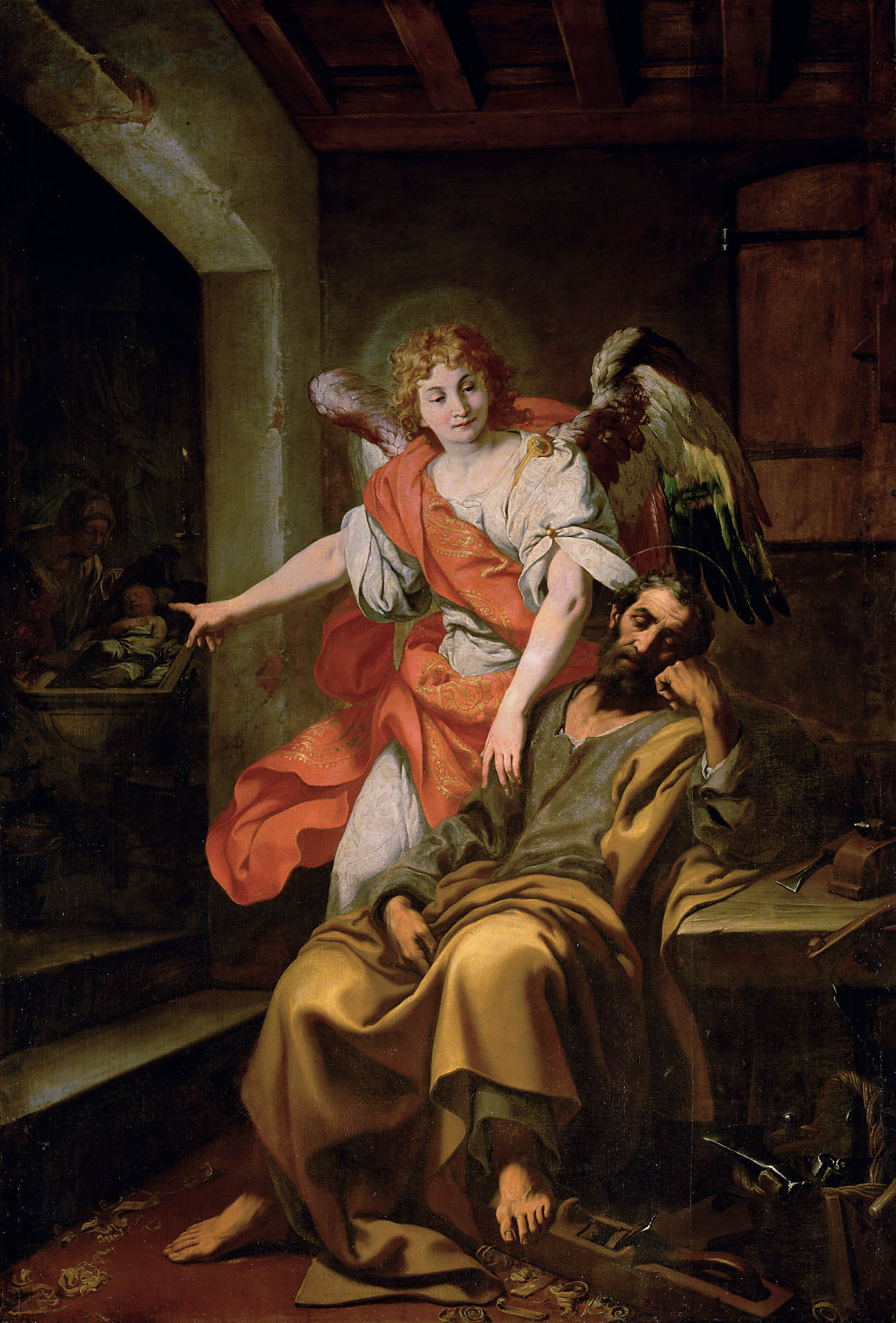
Traum des Hl. Joseph, 297 × 203 cm, Kunsthistorisches Museum, Wien, 1620
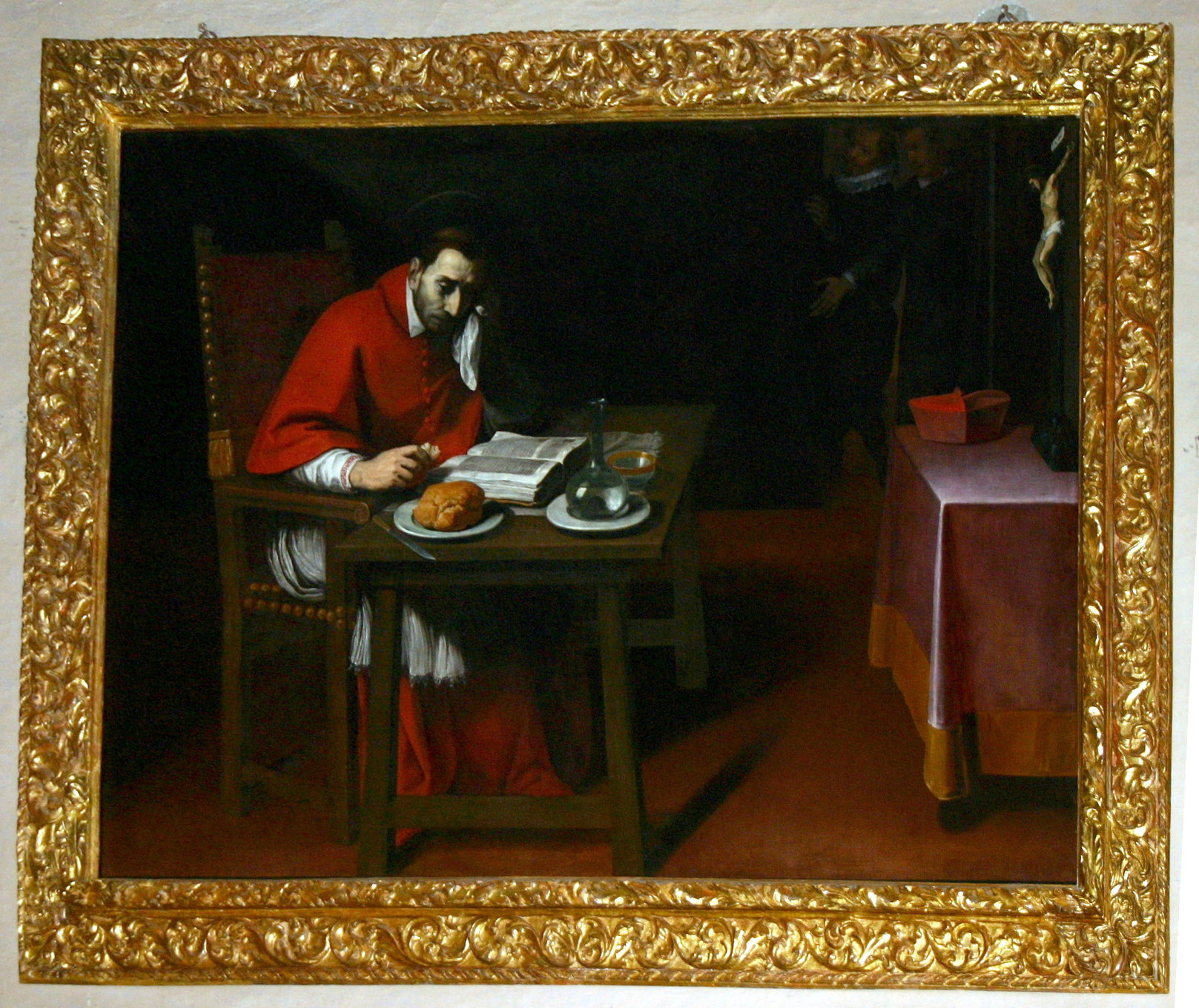
Fastenmahlzeit des hl. San Carlo Borromeo, Santa Maria della Passione, Mailand
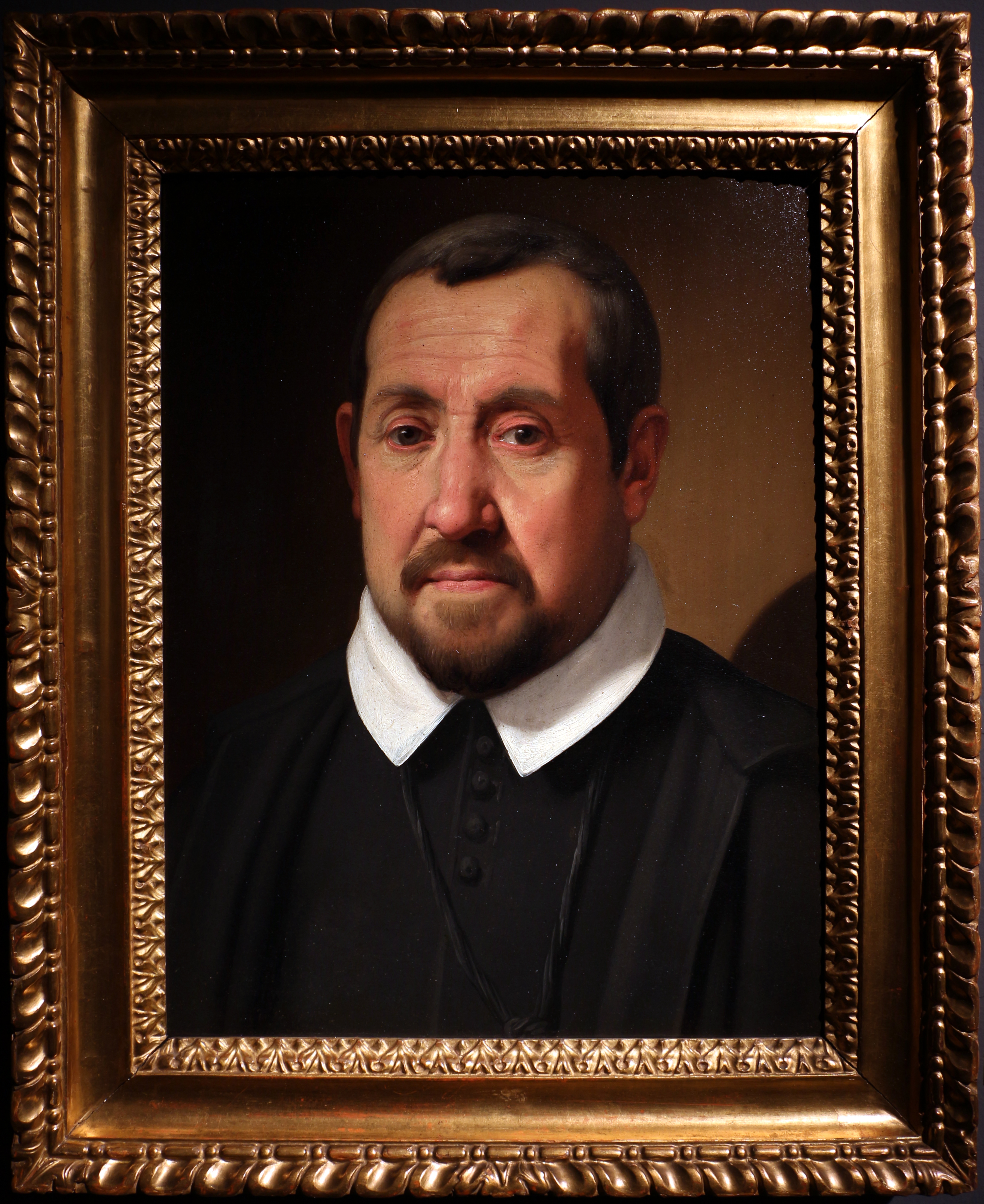
Porträt des Antonio Olgiati, Privatsammlung
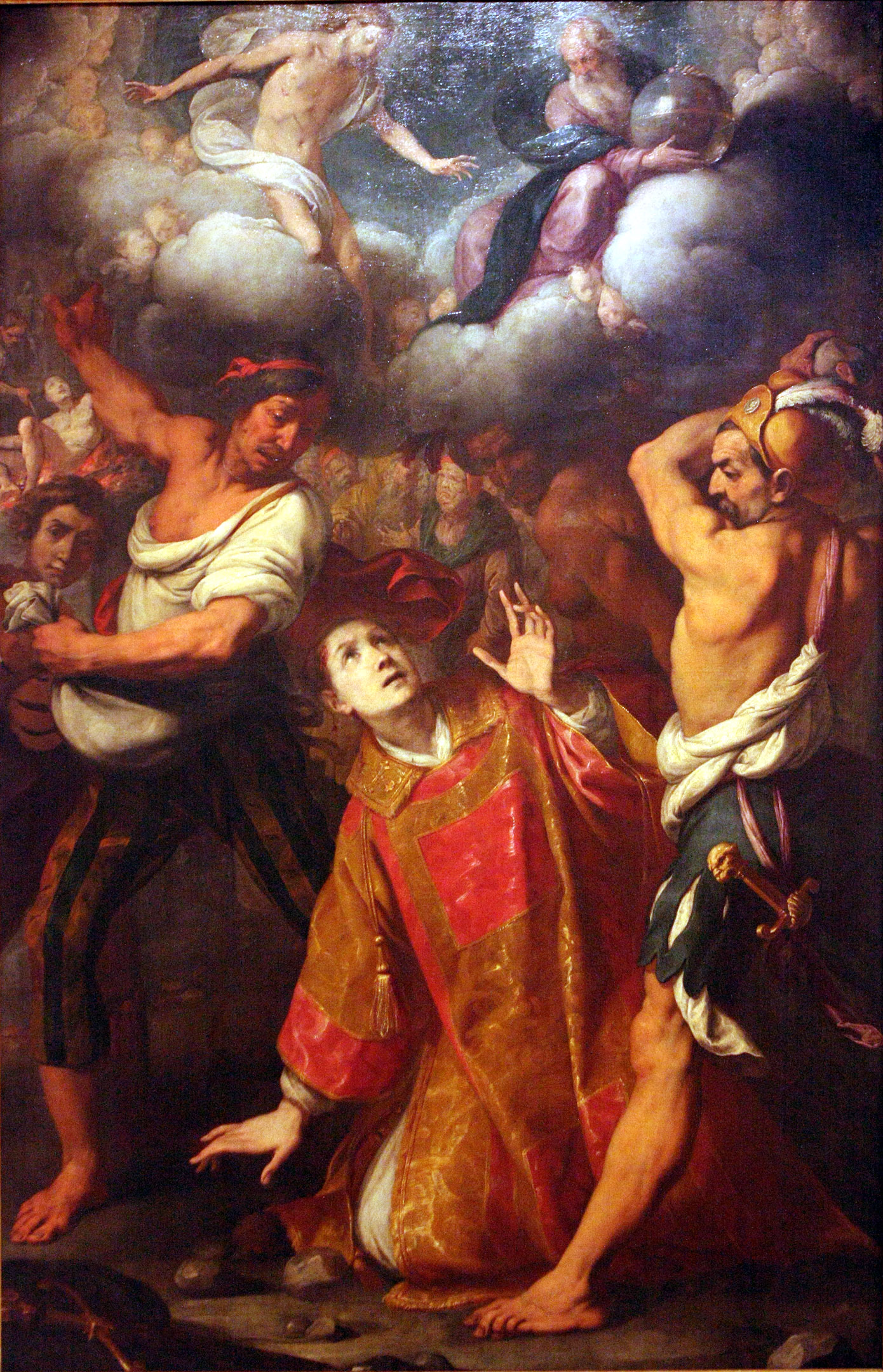
Martyrium des hl. Stefan,  226 × 165 cm, Pinacoteca di Brera, Mailand
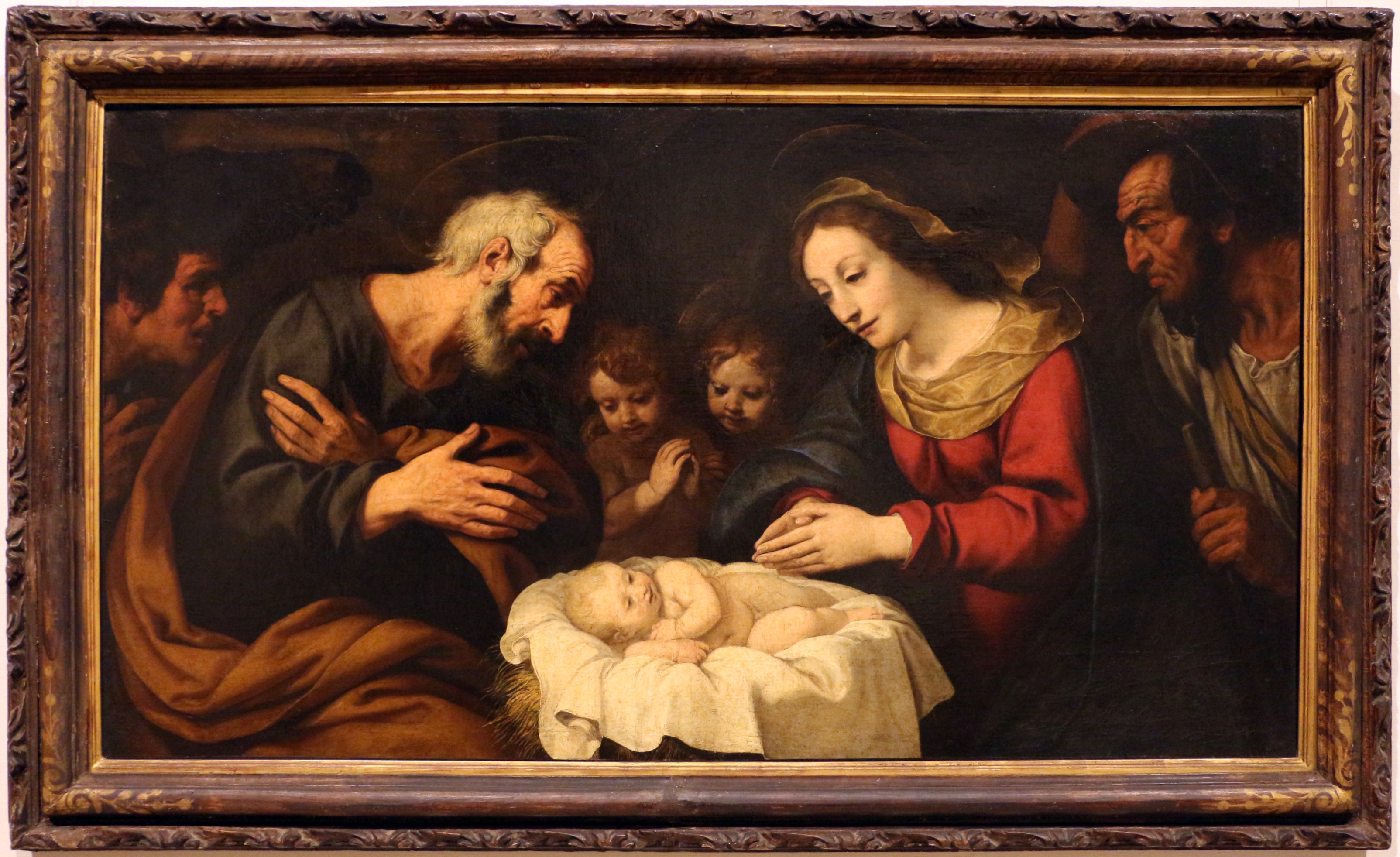
Anbetung der Hirten, 77 × 141  cm, Pinacoteca del Castello Sforzesco, Mailand, 1623–25
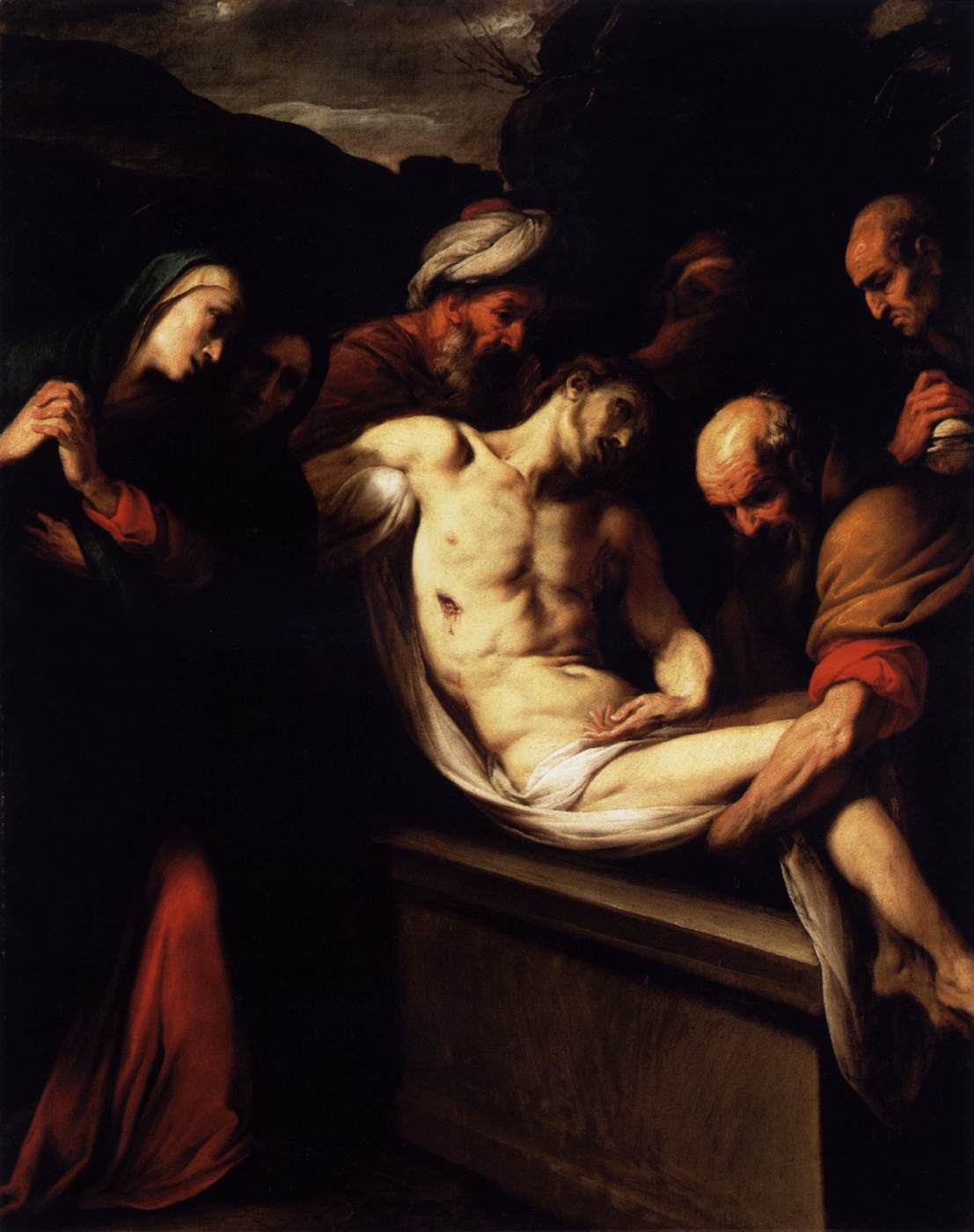
Grablegung, 123 × 99 cm, Szépművészeti Múzeum, Budapest